# Lo que la gente cuenta
Lo que la gente cuenta es una serie de antología de suspenso y terror mexicano creada y producida por Alejandro Rodríguez para TV Azteca, desde el año 2005. La serie recrea leyendas de terror populares mexicanas. Se estrenó primero por Azteca Trece el 20 de noviembre de 2005 y después fue revivida en Azteca 7, en el 2019.
El 31 de agosto de 2021, durante la presentación a prensa de Un día para vivir, se anunció que la serie fue renovada para una novena temporada, la cual, tiene previsto a estrenarse el 11 de octubre de 2021 y su producción comenzó el 23 de agosto de 2021.

## Sinopsis
El programa se enfoca en historias de terror y suspenso, basados en hechos reales. Solamente se cambiaron los nombres de los personajes y también un poco de la historia. 
Cuenta con 9 temporadas, prácticamente cada temporada cuenta con 13 episodios y un episodio especial.
Cada episodio de la serie presenta una historia en la que los personajes protagonistas se encuentran con múltiples manifestaciones paranormales y seres extraños (muertos, fantasmas, criaturas), y tienen que encontrar la manera de liberarse de ellos.

## Temporadas

### Temporada 1 (2005)
- 1 (1). El Rosario De Plata*
- 2 (2). La Casa Embrujada*
- 3 (3). Asilo De Mariposa*
- 4 (4). El Piloto*
- 5 (5). El Cementerio*
- 6 (6). El Callejón Del Aguacate*
- 7 (7). El Puente Del Clérigo*
- 8 (8). Bolas De Fuego*
- 9 (9). El Camino De Los Pinos*
- 10 (10). Pagar Manda*
- 11 (11). Formol*
- 12 (12). La Quemada*
- 13 (13). El Pupilo De Margil*
- 14 (14). El Regalo*
- 15 (15). Sed De Sangre*

Nota: Cada episodio está basado en hechos reales, solo se cambiaron nombres, lugares, fechas y prácticamente la historia completa.

### Temporada 2 (2006)
- 1 (16). La Ouija*
- 2 (17). La Ofrenda*
- 3 (18). El Cuadro Maldito*
- 4 (19). La Espera*
- 5 (20). Fuga De Vida*
- 6 (21). En Paz Descansen*
- 7 (22). Cenizas*
- 8 (23). Las Tres Cruces*
- 9 (24). El hotel de Quevedo *
- 10 (25). Pasa La Voz*
- 11 (26). Gritos En La Noche*
- 12 (27). ¿Crees En Fantasmas?*
- 13 (28). Último Round*
- 14 (29). El Espejo*
- 15 (30). Tercera Llamada*
- 16 (31). La niña del lago*
- 17 (32). Miedo A La Oscuridad (Capítulo Especial)*
- 18 (33). La Imagen Milagrosa (Capítulo Especial)*

### Temporada 3 (2007)
- 1 (34). La Llorona*
- 2 (35). El Chupacabras*
- 3 (36). La Cueva Del Diablo*
- 4 (37). El Invitado A Cenar*
- 5 (38). Los Olvidados*
- 6 (39). La Monja*
- 7 (40). La Angustia*
- 8 (41). Almas Inocentes*
- 9 (42). El jinete Y La Partera*
- 10 (43). Eterno Amor*
- 11 (44). El Nahual*
- 12 (45). El Hijo Pródigo*
- 13 (46). Espíritu Del Bosque*
- 14 (47). La Barranca*
- 15 (48). El Regresará*
- 16 (49). Sufrimiento Eterno*
- 17 (50). Tres Días*
- 18 (51). El Conjuro*
- 19 (52). La Casa De Piedra*
- 20 (53). Secretos*
- 21 (54). Decisiones*
- 22 (55). Gemelas*
- 23 (56). El Camino al Éxito*
- 24 (57). Figuras De La Oscuridad*
- 25 (58). La Hacienda De Las Animas*
- 26 (59). Voces Ocultas*
- 27 (60). La Fiesta*
- 28 (61). La Herrada*
- 29 (62). El Circo (Capítulo Especial)*

### Temporada 4 (2008)
- 1 (63). La Leyenda De Don Manuel*
- 2 (64). El Bosque De Huemac*
- 3 (65). Hábito Negro*
- 4 (66). Siete Veces Verónica*
- 5 (67). Las Hermanas Del Mal*
- 6 (68). El Estrangulador*
- 7 (69). Apariciones*
- 8 (70). El Amuleto*
- 9 (71). Todo Se Paga*
- 10 (72). Letras Mortales*
- 11 (73). Ángel De La Muerte*
- 12 (74). Mateo*
- 13 (75). El Pasaje*
- 14 (76). La Habitación*
- 15 (77). Venganza*
- 16 (78). La Ayuda De Los Muertos*
- 17 (79). El Precio De La Muerte (Capítulo Especial)*
- 18 (80). La Mansión (Miniserie Especial)*

### Temporada 5 (2009)
- 1 (81). La Viuda*
- 2 (82). El Coco*
- 3 (83). La Matlazihua*
- 4 (84). La Mujer Encadenada*
- 5 (85). El Monje Decapitado*
- 6 (86). La Promesa*
- 7 (87). La Carreta De La Muerte*
- 8 (88). Juntos Para Siempre*
- 9 (89). Los Xocoyoles*
- 10 (90). Rencor*
- 11 (91). La Boda*
- 12 (92). El Hechizo Del Pando*
- 13 (93). La Cueva (Capítulo Especíal)*

### Temporada 6 (2019)
- 1 (94). La Venganza*
- 2 (95). La Ahorcada*
- 3 (96). La Maldición De Solórzano*
- 4 (97). La Planchada*
- 5 (98). El Juego Del Armario*
- 6 (99). La Niña De La Pelota*
- 7 (100). La Bruja*
- 8 (101). La Quemada*
- 9 (102). La Ouija*
- 10 (103). La Mujer De La Carretera*
- 11 (104). La Novia*
- 12 (105). La Casa De Los Gatos*
- 13 (106). La Casa De Los Fenómenos*
- 14 (107). La Llorona*
- 15 (108). La Limosnera*
- 16 (109). Ecos Del Pasado*
- 17 (110). Mensajes Del Más Allá*
- 18 (111). La Madre*
- 19 (112). El Santuario de Aimé*
- 20 (113)  Oración Maldita*
- 21 (114). Preso 666*
- 22 (115). Las Muñecas*
- 23 (116). El Camafeo*
- 24 (117). La Casa de la Torre*
- 25 (118). Voraz*
- 26 (118). El Señor De Los Muertos*
- 27 (120). La Muer Abandonada*
- 28 (121). La Mujer De Negro*
- 29 (122). Coleccionista De Cráneos*
- 30 (123). Asfixia*
- 31 (124). Regreso A Casa*
- 32 (125). Talento Maldito *
- 33 (126). Alma En Pena*
- 34 (127). Ángel De La Guarda*
- 35 (128). Posesión*
- 36 (129). Payaso Asesino*
- 37 (130). Vínculos Del Más Allá*
- 38 (131). El Huésped*
- 39 (132). El Demonio Del Taller*
- 40 (133). Las Hermanas De La Muerte*
- 41 (134). El Hombre Sin Rostro*
- 42 (135). El Cadáver De La Cueva*
- 43 (136). La Mucama Suicida*
- 44 (137). Ritual Mortal*
- 45 (138). El Hijo Del Nahual*
- 46 (139). Venganza Fantasma*
- 47 (140). Espíritu Atrapado*
- 48 (141). Búscame Cuando Mueras*

### Temporada 7 (2021)
- 1 (142). La Muerta*
- 2 (143). El Pasajero*
- 3 (144). El Reflejo En El Agua*
- 4 (145). El Lugar Incorrecto*
- 5 (146). Luna De Sangre*
- 6 (147). Lamentos En El Colegio*
- 7 (148). El Castigo*
- 8 (149). Justicia Perversa*
- 9 (150). El Huésped*
- 10 (151). Apetito*
- 11 (152). La Muñeca*
- 12 (153). Sangre De Mi Sangre*
- 13 (154). Delirios*
- 14 (155). Se Te Sube El Muerto*
- 15 (156). Herencia*
- 16 (157). Inocentes*
- 17 (158). Estafadores Espectrales*
- 18 (159). El Juguete Maldito*
- 19 (160). La Nana*
- 20 (161). El Cruce*
- 21 (162). Pasillo 17*
- 22 (163). La Mano De La Novia*
- 23 (164). Estantería Oculta*
- 24 (165). Dioses Oscuros*
- 25 (166). Envidia*
- 26 (167). El Ataúd*
- 27 (168). Visitantes*

### Temporada 8 (2022)
1 (169). El Portal* 
2 (170). Chatarra*
3 (171). Piratas*
4. (172). Tres Deseos*
5. (173). Voces*
6. (174). El Reto*
7.  (175). Insomnio*
8.  (176). Maldición De Ultratumba*
9.  (177). Doppelganger*
10.  (178). Receta De Cumpleaños*
11.  (179). Perfumado*
12.  (180). No Robarás*
13.  (181). Huérfanos*
14.  (182). Aullidos*
15.  (183). La Libreta*
16.  (184). Campanadas De La Muerte*
17.  (185). Eclipse*
18.  (186). Otra Vida*
19.  (187). La Máquina De Escribir*
20   (188). Volver A Morir*
21   (189). El Maniquí*
22   (190). Anteojos*
23   (191). El Demonio De La Risa*
24   (192). Willy El Sonriente* 
25   (193). Oro* 
26   (194). Acertijo Del Diablo*
27   (195). Botarga*
28   (196). Feliz Cumpleaños*
29   (197). Ofrenda Divina*
30   (198). En La Oscuridad*
31   (199). El Prisionero*
32   (200). La Casa De La Esquina*
33   (201). El Regresado*
34   (202). El Cuervo*
35   (203). Monstruito*
36   (204). La Aprendiz*
37   (205). Invasión*
38   (206). Magia*
39   (207). Malka, La Sirena*
40   (208). Apariciones*
41   (209). Felices Para Siempre*
42   (210). El Reto De La Bailarina*
43   (211). La Caja Negra*
44   (212). Especial Vampiros 01:Plinio*
45   (213). Especial Vampiros 02:Malkav*
46   (214). Especial Vampiros 03:Los Otros*
47   (215). Especial Vampiros 04:Festín*
48   (216). Especial Zombies 01:Esteban*
49   (217). Especial Zombies 02:Andrea*
50   (218). Especial Zombies 03:Omar*
51   (219). Especial Zombies 04:Cinthia*
52   (220). Martín*
53   (221). Pozole Diabólico*
54   (222). La Culpa*
55   (223). Relámpago Dorado*
56   (224). Linaje Maldito*
57   (225). Habitación 118*
58   (226). Espíritus*
59   (227). La Morgue (Final De Temporada)*
- Lo Que La Gente Cuenta (Más Allá Del Miedo)*

1. La Montaña*
2. El Titiritero*
3. Obsesión Mortal*
4. La Niñera*
5. La Mujer Del Cuadro*
6. Hay Que Cuidarlas*
7. Desaparecidas*
8. Regresaré*
9. Romeo Y La Muerta*
10. El Hospital*
11. El Justiciero*
12. La Puerta*
13. La Dama De Negro*
14. El Devorador De Almas*
15. La Furia*
16. Castigadas*
17. La Monja Dolorosa*
18. La Sombra*
19. La Posesión*
20. El Trato*
21. La Venganza de Arioch - (La Venganza).
22. La Llegada*
23. Hotel El Paso*
24. El Vampiro*
25. La Mentira*
26. El Huérfano*
27. El Títere*
28. La Monja De Los Lamentos*
29. El Secuestrador*
30. Muñecos*

## Personajes
Los actores pueden variar o llegar a repetir una aparición en el programa.

## Versiones secundarias
- Que as pessoas dizem, versión brasileña realizada en 2007, utilizando los episodios de La Ouija y La quemada.
- Más Allá Del Miedo, versión realizada en 2019 hasta el año 2021